# Plagiogonus reitteri
Plagiogonus reitteri är en skalbaggsart som beskrevs av Koshantschikov 1894. Plagiogonus reitteri ingår i släktet Plagiogonus och familjen Aphodiidae. Inga underarter finns listade i Catalogue of Life.